# Langenhahn
Langenhahn è un comune di 1.357 abitanti della Renania-Palatinato, in Germania.
Appartiene al circondario (Landkreis) del Westerwaldkreis (targa WW) ed è parte della comunità amministrativa (Verbandsgemeinde) di Westerburg.

## Storia

### Simboli
Le due frecce passate in decusse nello stemma civico simboleggiano il martirio di san Sebastiano e si riferiscono alla cappella intitolata al Santo. La ruota da molino di sei raggi rappresenta l'attività dei mugnai che ha avuto un'importanza eccezionale per la storia economica del distretto. Le losanghe sono quattro come i quartieri che formano il comune.